# Tiqueo
Tiqueo (siglo III a. C.) fue un jefe  númida perteneciente a la facción de Sifax. Tras la derrota y captura de este por los romanos, fue atraído a la órbita cartaginesa por Aníbal, que aprovechó su rivalidad con Masinisa. Es mencionado por Polibio y Apiano.
Cuando Aníbal desembarcó en África, acudió a su ayuda con dos mil jinetes, que a la postre participarían en la batalla de Zama (202 a. C.). Cuando Masinisa acabó con la caballería de Tiqueo (este murió en la batalla), Masinisa atacó al ejército cartaginés por la retaguardia, haciendo que varios generales cartagineses huyeran en dirección a Cartago.